# Gouvernement Jambon
Communauté flamande et Région flamande
Homans Diependaele
Le gouvernement Jan Jambon est un gouvernement flamand tripartite composé des nationalistes flamands de la N-VA, des démocrates-chrétiens du CD&V et des libéraux de l'Open VLD, et qui a exercé du 2 octobre 2019 au 30 septembre 2024.
Il succède au gouvernement Homans, à la suite des élections régionales du 26 mai 2019. Il a fallu 127 jours pour former ce gouvernement, ce qui pour la Flandre est un record,. 

## Formation
Les élections régionales du 26 mai 2019 ont vu la défaite de la N-VA, du CD&V, de l'Open Vld et du sp.a, ainsi que la victoire de Groen et du PVDA ; le Vlaams Belang progresse de façon spectaculaire en gagnant 12,58% de voix supplémentaires et devient le second parti en Flandre. 
Bien qu'étant la grande perdante des élections, la N-VA reste le premier parti de Flandre et mène à ce titre les discussions pour la formation d'un nouveau gouvernement. En juin, les rencontres répétées entre les nationalistes flamands et le Vlaams Belang inquiètent les autres partis, notamment lorsque Peter De Roover (N-VA) annonce envisager une potentielle coalition avec l'extrême-droite et réclame de la part des autres partis de justifier leur refus de rompre le cordon sanitaire. Une coalition N-VA-Vlaams Belang était cependant numériquement impossible, les deux partis ne détenant pas la majorité.
Les discussions sont interrompues durant le mois de juillet, Bart De Wever, président de la N-VA, déclarant attendre des avancées au niveau fédéral avant de mettre en place un gouvernement flamand. Les discussions reprennent le 31 juillet, la situation au fédéral n'avançant guère.
Finalement, le 14 août, des négociations entre la N-VA, le CD&V et l'Open Vld commencent afin de reconduire la coalition sortante. Les négociations se terminent le 30 septembre, soit 127 jours après les élections, ce qui est un record pour la formation d'un gouvernement régional en Belgique. Le nouveau gouvernement, dirigé par Jan Jambon (N-VA), prête serment au Parlement flamand le 2 octobre. La déclaration de gouvernement, devant avoir lieu le même jour, est cependant interrompue par l'opposition qui refuse de débattre sans avoir les chiffres du budget 2020. La tension monte d'un cran lorsque le site Doorbraak.be. révèle que le budget est fait, mais que Jan Jambon refuse de les donner à l'opposition. Le surlendemain, l'opposition boycotte le débat de la déclaration de gouvernement, ce dernier refusant toujours de donner les chiffres du budget ; le débat est alors mené entre les seuls partis de la majorité et le vote de confiance a lieu sans l'opposition.   

## Composition
Le Gouvernement flamand se compose comme suit, :
| Image | Poste | Titulaire                                                              | Titulaire                              | Parti    |
| ----- | --- | ---------------------------------------------------------------------- | -------------------------------------- | -------- |
|       | Ministre-président Politique étrangère, Coopération au développement, Culture et Innovation                 |                                                                        | Jan Jambon                             | N-VA     |
|       | Vice-ministre-présidente                                                                                    |                                                                        | Hilde Crevits                          | CD&V     |
|       | Vice-ministre-présidente Affaires intérieures, Affaires administratives, Intégration et Égalité des chances |                                                                        | Bart Somers (jusqu'au 6 novembre 2023) | Open Vld |
|       | Vice-ministre-présidente Affaires intérieures, Affaires administratives, Intégration et Égalité des chances | Gwendolyn Rutten (à partir du 7 novembre 2023 - jusqu'au 2 août 2024 ) |                                        | Open Vld |
|       | Vice-ministre-présidente Affaires intérieures, Affaires administratives, Intégration et Égalité des chances | Lydia Peeters (à partir du 2 août 2024 )                               |                                        | Open Vld |
|       | Vice-ministre-président Enseignement, Bien-être animal et Sport                                             |                                                                        | Ben Weyts                              | N-VA     |
|       | Ministre Économie, Emploi, Économie sociale et Agriculture                                                  |                                                                        | Hilde Crevits (jusqu'au 18 mai 2022)   | CD&V     |
|       | Ministre Économie, Emploi, Économie sociale et Agriculture                                                  | Jo Brouns (à partir du 18 mai 2022)                                    |                                        | CD&V     |
|       | Ministre Environnement, Énergie, Tourisme et Justice                                                        |                                                                        | Zuhal Demir                            | N-VA     |
|       | Ministre Bien-être, Santé publique, Famille et Lutte contre la pauvreté                                     |                                                                        | Wouter Beke (jusqu'au 16 mai 2022)     | CD&V     |
|       | Ministre Bien-être, Santé publique, Famille et Lutte contre la pauvreté                                     | Hilde Crevits (à partir du 18 mai 2022)                                |                                        | CD&V     |
|       | Ministre Finances, Budget, et Logement                                                                      |                                                                        | Matthias Diependaele                   | N-VA     |
|       | Ministre Mobilité et Travaux publics                                                                        |                                                                        | Lydia Peeters                          | Open Vld |
|       | Ministre Affaires bruxelloises, Médias, Jeunesse                                                            |                                                                        | Benjamin Dalle                         | CD&V     |